# Cubatão
Cubatão és un municipi de l'estat de Sâo Paulo, a la Regió Metropolitana de Baixada Santista, regió de Santos. La població censada l'any 2019 era de 130.705 habitants. La ciutat ocupa 142,3 km² d'àrea, i en resulta una densitat demogràfica de 830,91 hab/km². És l'únic municipi de Baixada Santista que no té costa marítima.
Limita amb els municipis de Santo André, al nord, Santos a l'est, amb la badia de Santos, al sud, Sâo Vicente, al sud-oest i Sâo Bernardo do Campo al nord-oest.
Amb un gran parc industrial, Cubatão va patir en el passat l'amenaça constant de la pol·lució. En la dècada de 1980, l'ONU la considerava la ciutat més contaminada del món. Però, amb la unió de les indústries, la comunitat i el govern, la ciutat va controlar el 98% del nivell de contaminants de l'aire.
És per això que, al 1992, rebé de l'ONU el títol de "Ciutat símbol de Recuperació Ambiental".

## Etimologia
L'etimologia del nom Cubatão ha estat molt debatuda.
Una n'és l'àrab africà o afroàrab Cubata 'ranxo', amb la desinència portuguesa de l'augmentatiu: Ão, formant Cubatão o 'ranxo gran'.
L'altra prové de l'hebreu: Cuba 'fortificació, torre' i Taon 'duplicitat, dualitat, doble', formant el vocable Cubataon, com apareix en vells documents amb el significat de 'torre o fortificació doble'.

## Història
Els estudiosos coincideixen que la zona de l'actual municipi de Cubatão fou habitada, fa almenys 7.000 anys, per l'humà de Sambaqui: eren grups seminòmades, que vivien units al manglar, i menjaven carrancs, bivalves, petxines i peixos, que també aprofitaven per a la manufactura de peces mixtes –lítiques i orgàniques– caracteritzades per eines de pedra polida del Mesolític, adorns i altres (DUARTE,1968).
Al segle xix, aquests monuments prehistòrics foren visitats per l'emperador do Pere II, que era naturalista i el van encantar; al segle xx, la Universitat de Sâo Paulo els estudià i també atragueren l'atenció de Paul Rivet, director del Museu de l'Humà de París i "pare" de la moderna antropologia americana (RIVET, s/d).
En l'ocupació de l'espai litoral, fa aproximadament mil anys, els oriünds de l'Altiplà brasiler baixaren a la serra do Mar i es van establir temporalment a Baixada, d'on treien peix i sal; en aquest establiment, feien diversos viatges entre l'altiplà i el litoral i van obrir camins a la Muralla de l'Atlàntic que sembla que anaven del litoral fins a la serralada dels Andes. El més conegut n'era el camí del Piaçaguera de Cima, que, des d'aquest lloc, pujava la serra per la secular Trilha dos Goianases, a la Vall de l'Ururaí (actual Mogi) (COSTA I SILVA SOBRINHO). Descendint la serra do Mar, els brasilers amerindis ocuparen la regió i eliminaren (o van absorbir) el grup humà del Sambaqui.
Tot i que hi ha proves abundants de l'ocupació ameríndia, en tenim poca informació, excepte la provinent dels invasors portuguesos; sabem, grosso modo, que van ser testimonis de les expedicions precolonials i de l'arribada de l'expedició invasora de Martim Afonso de Sousa.
El primer document oficial que esmenta Cubatão és la Carta de Donació de terres, lliurada per Martim Afonso el 10 de febrer del 1533, en què concedeix, a Rui Pinto, les terres del port d'"Apiaçaba" i les situades "a la Barra de Cubatão", entre els rius Ururaí i Perequê (BORGES, 2002). El 4 de març, Martim Afonso fa una altra "donació" a Francisco Pinto (germà de Rui Pinto), que anava del riu Perequê al riu das Pedras.
El 1556, durant el Govern General, donen a Antonio Rodrigues de Almeida unes terres des del riu das Pedras, fins al Pilões; que foren adquirides al 1643 per la Companyia de Jesús, més tard Hisenda General dels Jesuïtes, o Hisenda General de Cubatão. Les terres jesuítiques vorejaven el riu Cubatão, i això els donava el control sobre la navegació fluvial que connectava la serra do Mar i Porto de Santos: en realitat, amb el temps, els jesuïtes controlaven el comerç (essencial) entre l'altiplà i els corredors d'exportació i importació –cobraven pel passatge fluvial, a més de llogar barques i canoes que feien el passatge entre l'illa de Goiaó i Cubatão.
El 1803, pel decret de 19 de gener, el governador de la Capitania, Antonio José de Franca e Horta, ordena la construcció de Povoado de Cubatão, en l'extinta Hisenda dels Jesuïtes, entre els rius Capivari i Santana, a la vora dreta del riu Cubatão; el 22 d'agost, el governador convida famílies d'Iguape a poblar Cubatão.
El 17 de gener de 1819, en ple període Joanino, cinc famílies de les Açores arriben a Cubatão: eren els famosos "cinc Manuéis" – Manuel Espíndola Bittencourt, Manuel do Conde, Manuel Correia, Manuel Gomes i Manuel Antônio Machado. La riquesa de Cubatão, el seu sòl, fou explotada pels portuguesos en el seu producte més tradicional: la banana.

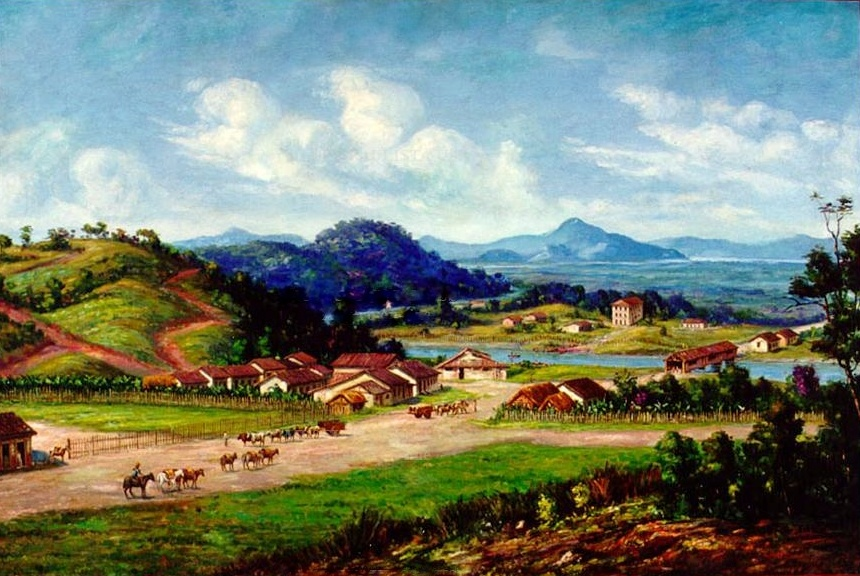
Cubatão al 1826, obra de Benedito Calixto

En 12 d'agost de 1833, la Regència Trina Permanent, després de l'abdicació de Pere I del Brasil, va sancionar la Llei 24, separava un terreny de la Hisenda de Cubatão per fundar-hi un poble. Però, el poble no cresqué ni el municipi arribà a constituir-se. Per la Llei Regencial 167 d'1 de març de 1841, el poble de Cubatão és incorporat a la ciutat de Santos (BORGES, 2002). L'emancipació de Cubatão ocorreria 108 anys després, el 1949, i és per això que s'inscriuen les dues dates al blasó de la ciutat (1833 i 1949). La Llei 1.871, de 26 de setembre de 1922, crea el Districte de Pau de Cubatão, que roman com un barri de Santos. Amb el desenvolupament de la regió, es construeix al 1947, la Via Anchieta; amb el creixement comercial i industrial, el barri perd la característica agrícola. S'organitza, el 1948, un grup de treball per l'elevació de Cubatão a la categoria de municipi. El grup passa a la història com "Els Emancipadors", i realitza, el 17 d'octubre, un plebiscit que culmina amb la victòria de l'emancipació, esdevinguda el 9 d'abril de 1949.
De llavors ençà, la política de la ciutat es va complicar. Diversos corrents, molts de segregació dels emigrants del nord-est que venen a Cubatão, es troben en la política municipal. El 1961, Abel Tenório de Oliveira, provinent del nord-est, va ser triat alcalde. Aquesta fase conflictiva culmina amb la mort del regidor Aristides Lopes dos Santos, i la mort del mateix batle Abel Tenório; ambdós van ser crims polítics, encoberts pel colp d'estat al Brasil del 1964.
En aquesta fase, la del Règim Militar, el Govern Federal va demarcar Cubatão com Àrea de Seguretat Nacional, mitjançant la Llei 5.449, en vista del seus interessos estratègics industrial, elèctric i hídric. Hi comença la fase dels interventors.
El 2000, va ser triat el metge miner Clermont Silveira Castor, pel Partit Liberal, hui Partit de la República. Popular a la ciutat, Castor derrota el llavors alcalde Nei Serra, però va rebre un ajuntament immers en deutes i amb greus problemes administratius. El 2004, Clermont és reelegit.
El 2008, és elegida la professora Marcia Rosa (PT). Regidora en les dues últimes legislatures, Marcia Rosa va assumir l'ajuntament el 2009 i el 2012. No obstant això, el president de la cambra de regidors, Wagner Moura (PT-SP) el 2016 assumeix l'ajuntament.

## Demografia
Dades del cens - 2010
Població total: 109.048
- Urbana: 107.661
- Rural: 648
- Homes: 54.524
- Dones: 53.785

Densitat demogràfica (hab./km²): 761,13
Mortalitat infantil fins a 1 any (per mil): 21,82
Expectativa de vida (anys): 68,32
Taxa de fecunditat (fills per dona): 2,30
Taxa d'alfabetització: 90,94%
Índex de desenvolupament humà (IDH-M): 0,772
- IDH-M renda: 0,706
- IDH-M longevitat: 0,722
- IDH-M educació: 0,888

(Font: IPEADATA)